# José Cánovas Robles
José Cánovas Robles (San Rosendo, 14 de agosto de 1913-Santiago, 22 de febrero de 1992), fue un juez y ministro de la Corte de Apelaciones de Santiago. En 1985 fue designado como ministro en visita del caso degollado llevando a proceso a 13 carabineros.

## Biografía
Hijo de José Cánovas Osorio y Margarita Robles Delgado. Nació en una familia de 8 hermanos. Muy pronto se dedicó a la lectura. Entró a estudiar en la facultad de derecho en la Universidad de Chile de la cual se graduó de abogado. 

## Carrera en el poder judicial
Ingresa como juez de Angol, en 1942. Se desempeñó con esmero hasta su designación como ministro de la corte de apelaciones de Concepción en 1965. Posterior a ello, llevó una labor prístina en su judicatura, por cuanto la corte suprema lo designa en 1972 ministro en la ilustrísima corte de apelaciones de Santiago.

## Caso degollados
En abril de 1985, la segunda sala penal de la Corte Suprema de Chile, lo designó Ministro en visita para llevar adelante la investigación y posterior procesamiento de 13 agentes de carabineros. Todo ello acontecido en el triple secuestro y homicidio de profesionales afines a la izquierda. 
Aquel caso que lo haría reconocido entre sus pares por su prístino sumario. Fue denominado "Caso degollados". 
En agosto de 1985 cuando llevó a proceso entre ellos a dos coroneles de la institución de carabineros, desencadeno un revuelo mediático que obligó al director general Cesar Mendoza Duran pasar a retiro. En su cargo se designó en la Junta militar como reemplazante al Gral. Rodolfo Stange.
en 1987 la Corte Suprema traspaso la competencia jurisdiccional del caso degollados a la justicia miliar, por lo cual el ministro Canovas, dejaría el caso y posterior a ello se retiraría del poder judicial.

## Fallecimiento
Se retiró del ejercicio en 1987, cuando se declaró incompetente ante la justicia militar, que tomó el caso rol 118.284 a su judicatura. Formalmente se despidió del poder judicial en 1989, en una ceremonia donde lanzó su libro “Memorias de un magistrado: 47 años al servicio de la justicia”- 
Vivió alejado de toda controversia hasta su muerte en febrero de 1992, a la edad de 78 años. 